# Konzervans
Konzervansi so sredstva, ki se uporabljajo v prehrambeni indrustriji, domačinstvu in kmetijstvu, da bi omogočili ali upočasnili spremembe hrane. Je dodatek živilu (ne nujno kemična spojina, lahko naravno živilo) ki preprečuje kvarjenje hrane oziroma preprečuje razvoj mikroorganizmov in omogoča daljšo obstojnost živila za razliko od aditiva.
Konzervanse delimo na 
- snovi, ki delujejo proti vzrokom mikrobioloških sprememb v živilih
- snovi, ki preprečujejo kemične spremembe v hrani kot so oksidacija, hidroliza...
- snovi, ki preprečujejo fizikalne spremembe v živilih,kot so ločevanje z emulzijo, snovi,ki preprečujejo kristalizacijo, sredstva za ohranjanje prožnosti, sredstva proti staranju kruha
- v posebno skupino konzervansov lahko štejemo sredstva za zaščito pridelka

## Pogosti konservansi in uporaba
Eni najstarejših in najpogosteje uporabljanih konservansov so pepel, sol, dišavne rastline in šele kasneje, z razvojem tehnike pridejo na površje kis, sladkor, alkohol ter podobne spojine.
Konservans v živilo lahko umešamo med pripravo živila, ga dodamo med embaliranjem oz. pakiranjem ali pa spravimo živilo popolnoma brez aditivov in konservansov. Lahko pa dodamo v živilo (npr. v jabolčno marmelado) tudi drugo živilo, ki vsebuje naravne sestavine, ki ga konservirajo (npr. limonin sok).

## Zgodovina konserviranja jedi
Sčasoma se je človeštvo s pripravo hrane naučilo tudi konserviranja hrane. Prvi način konserviranja hrane je bilo verjetno sušenje hrane na soncu. Meso, ribe, sadje so po tem postopku sušili na kamnih ali visokih vejah. S prihodom ognja pride tudi pečenje in kuha, natiranje surove hrane s pepelom in dišavnimi rastlinami so verjetno poznali že od prej. Kasneje, z boljšimi orodji in posodo, je prišlo še mešanje z zmletimi začimbami, pepelom in soljo.
Tako se je razvijalo konserviranje skupaj z današnjim prezapletenimi postopki priprave hrane, ko poznamo že več tisoč aditivov in konservansov.